# 二連銃の鉄
『二連銃の鉄』（にれんじゅうのてつ）は、1959年4月22日に公開された、川内康範による書き下ろし稿を、阿部豊監督が映画化した、小林旭主演の無国籍アクション映画で、小林のヒット曲「ダイナマイトが百五十屯」をヒントに製作された作品である。 モノクロ作品、シネマスコープ。
二連銃の鉄と呼ばれている、鉄太郎は五年ぶりに出獄する。恋人であったヨシ子の自殺を知り、死に追いやった者に復讐を果たすまでを描いた作品である。

## キャスト
- 小林旭 : 鉄太郎
- 南田洋子 : 美也子
- 南田洋子 : ヨシ子
- 二本柳寛 : 犬塚船長
- 岡田眞澄 : 健次
- 内田良平 : 政[5]
- 松本染升 : 花村
- 神山勝 : 山田[5][6]
- 冬木京三 : 射的屋の親爺
- 堀恭子 : 文江
- 小園蓉子 : 君子
- 須田喜久代 : 女給
- 葵真木子 : 女給
- 福田トヨ : 女給
- 久木登喜子 : 女給
- 伊丹慶治 : 近藤
- 近藤宏 : 松
- 大森義夫 	医師
- 弘松三郎 : 仙吉
- 川村昌之 : お嬢[5]
- 深江章喜 : ?[5]
- 榎木兵衛 : ?[5]
- 安部徹 : 青柳船長
- 沢本忠雄 : 五郎
- 奈良岡朋子 : 京子

## スタッフ等
- 監督 ：阿部豊
- 脚色 ：中西隆三、川内康範
- 音楽 : 大森盛太郎
- 撮影 : 岩佐一泉
- 編集 : 辻井正則
- 企画 : 茂木了次、児井英生
- 原作 : 川内康範
- 助監督 : 野村孝
- 主題歌 : 「地獄船」: 小林旭
- 挿入歌 : 「ダイナマイトが百五十屯」: 小林旭

## ロケ地
- 玖須美港(伊東市)[5]
- 函館駅前[5]
- 奥尻島など[5]

## 併映作品
- 『脅迫の影』: 若杉光夫監督作品